# Химбо
Химбо, производное от английского местоимения him и bimbo — сленговый термин, применяемый к сексуально привлекательному, сексуализированному, наивному и неинтеллигентному мужчине. Первое известное употребление этого слова относится к 1988 году; в 2010-х и 2020-х годах оно вновь приобрело популярность и привлекло к себе внимание. С момента своего появления этот термин и стереотип, который он описывает, вызвали множество обсуждений и реакций со стороны писателей, артистов, лингвистов и культурологов.

## Этимология и определение
В нескольких словарях указано, что слово «химбо» впервые было использовано в 1988 году. К тому времени bimbo, которое ранее использовалось как для обозначения мужчин, так и для женщин, стало преимущественно относиться к женщинам. Поэтому было придумано новое слово, «химбо», — комбинация him и bimbo, чтобы обозначить мужчин. Новый словарь сленга и нетрадиционного английского языка Партридж (англ. The New Partridge Dictionary of Slang and Unconventional English) цитирует статью из Washington Post, опубликованную в 1988 году, где описывается «мачо-химбо, который прогуливался по набережной Круазетт с 16-футовым питоном, обвившимся вокруг его плеч и шеи, словно палантин».
Партридж определяет «химбо» как «мужчина, который пользуется своей привлекательной внешностью и, как считается, не обладает интеллектуальными способностями, — жиголо».
По определению Merriam-Webster это «привлекательный, но пустой мужчина».
В начале 2020-х годов слово «химбо» стало популярным и приобрело положительное значение, обозначая архетип привлекательного, немного наивного, но доброго и искреннего мужчины. Его можно сравнить с «человеческой версией золотистого ретривера — красивого, с невероятно добрыми намерениями и слегка наивного».

## В популярной культуре

### XX век
В 1995 году Шерри Сильвестр из CNN взяла интервью у голливудских знаменитостей мужского пола об использовании термина «химбо» и сексуальной объективации мужчин в сфере развлечений и получила самые разные отклики. «Это замечательное слово», — сказал актёр Киану Ривз, — «Мне оно нравится. Я прочитал это и хохотал до упаду». Том Селлек сказал, что «ему всегда льстило, когда его называли секс-символом», но Сильвестр Сталлоне сказал, что он «годами боролся со стереотипом, согласно которому мускулистый означает безмозглый». Дэвид Чэрвет из «Спасателей Малибу» отметил: «Вы обнаруживаете, что в течение трех лет участвуете в шоу, где вы выпячиваете грудь, расправляете плечи и втягиваете живот, и через некоторое время понимаете, что это так скучно».
В интервью 1994 года социолог Майкл Киммел, который анализирует стереотип «химбо» в своей книге «Мужественность в Америке: история культуры», сказал, что существует два типа «химбо»: те, которые созданы для женщин, таких как модель Фабио Ланзони, и те, которые созданы для мужчин, таких как Арнольд Шварценеггер или Сильвестр Сталлоне. Киммел говорит, что мужской «химбо» обычно известен своей доблестью, как Чарльз Атлас или Сталлоне, в то время как женский «химбо» «добрее и благороднее, как Вуди Харрельсон, или, как Фабио».
«То, что теперь у нас есть мужчины, известные тем, что они ничего не делают, можно с полным правом назвать победой мужчин», — отметил Киммел. Он также отмечает, что истоки стереотипа о «химбо» можно увидеть в телевизионных шоу середины двадцатого века, зрителями которых были в основном женщины, которые «традиционно представляли мать всезнающей, а отца немного неуклюжим идиотом».
В своей книге 1995 года «За пределами двойных уз: женщины и лидерство» профессор коммуникаций Кэтлин Холл Джеймисон использует слова «бимбо» и «химбо» в качестве примеров «языковой инверсии», которая «создает ряд осуждений, применимых к мужчинам, которые отражают то же самое по отношению к женщинам». «Каждый из этих шагов побуждает нас пересмотреть наши предпосылки», — утверждает она, и «снижает вероятность того, что в будущих разговорах будут приниматься как должное высказывания, осуждающие женщин». Ещё один пример, который она приводит, — это «трофейная жена» и «трофейный муж».
8 эпизод 1 сезона телесериала «Пора взрослеть» (1999) был назван «Химбо».

### XXI век
В 2006 году редактор журнала Seventeen Этуса Рубенштейн и психолог Джефф Гардер рассказали в программе «Today» о «культурном феномене химбо». Рубенштейн описывает различные варианты «химбо», такие как «Гончий пес Химбо» и «Светский львенок Химбо», и сравнивает современных актёров с разными категориями. «Девушки любят [химбо], потому что они податливы», — сказала она. «По мере того, как женщины становятся все более успешными, они хотят найти парня, который не будет управлять их жизнью….они — это волна будущего». Гардер более критически отнесся к этому явлению, заявив, что мальчики, пытающиеся «притупить» или использовать свою сексуальность для привлечения внимания или финансовой поддержки, ничем не лучше девочек, делающих то же самое. «Мы понимаем ценность того, что женщины берут на себя более мужские роли, а мужчины — то, что когда-то считалось более традиционными женскими ролями. Однако в какой-то момент „химбо“ исказили эту идею и превратили её в бесплатную поездку за счет женщин, что является неуважением и манипуляцией».
К началу 2000-х «химбо» часто использовался в сфере развлечений. В интервью для документального фильма 2004 года «Фродо Великий… Кто это?!!», Джемейн Клемент заявил, что поклонники одноимённого фильма «Властелин колец» «считают его настоящим химбо». Эпизод телесериала «Фредди», вышедший в 2006 году, назывался «Фредди-Химбо». В 2007 году персонаж сериала «Дурнушка Бетти» Дэниел Мид (в исполнении Эрика Мабиуса) был описан как «химбо» в 11 серии 1 сезона сериала.
Лорен Бэнс (Lauren Bans) из журнала GQ в своей статье 2012 года «Бимбо с яйцами» рассказала о появлении персонажа «химбо» в индустрии развлечений, отметив, что «новая порода накачанных пустых мужчин» вытесняет женских персонажей-бимбо в таких шоу, как «Новенькая», «Город хищниц», «Парки и зоны отдыха», «Студия 30», а также такие фильмы, как «Супер Майк» и «Шоугёлз». Ссылаясь на ещё более ранние появления химбо в «Сайнфелд» и «Друзья», Бэнс выдвигает теорию о том, что 21-й век породил «Золотой век химбодома» (Golden Age of himbodom), основанный на новом голливудском представлении о женщинах как о «грубых сексуальных агрессорах», которым «нужны объекты для грубой сексуальной агрессии».
В главе «Давайте послушаем, что скажет мальчик-игрушка» своей книги «Руководство по перепихонам: руководство для одинокой девушки», авторы Джессика Розлер и Андреа Лавинталь описывают различные «типы» мужчин, таких как актёры, бармены, модели и личные тренеры, а также выделяют особенности различных видов «Встреч с Химбо», включая «Комплекс красавицы и чудовища», «Сладкую мамочку» и так далее.
Норин Мэлоун из The New Republic связывает рост стереотипа о химбо и его «декоративной маскулинности» в 2012 году с исчезновением возможностей для «реального выражения мужественности», особенно для мужчин из рабочего класса, а также с изменением соотношения сил между мужчинами и женщинами.
В начале 2020-х годов, после того как пользователь Twitter назвал термин химбо «эйбелизмом», появился шквал новостных статей и комментариев об этом термине, некоторые из которых защищали положительные характеристики стереотипа химбо, такие как эмоциональный интеллект и лояльность.